# Coniopteryx (Xeroconiopteryx) unguicaudata
Coniopteryx (Xeroconiopteryx) unguicaudata is een insect uit de familie van de dwerggaasvliegen (Coniopterygidae), die tot de orde netvleugeligen (Neuroptera) behoort. 
Coniopteryx (Xeroconiopteryx) unguicaudata is voor het eerst wetenschappelijk beschreven door Sziráki & Greve in 1996.